# Conus ardisiaceus
Conus ardisiaceus é uma espécie de gastrópode do gênero Conus, pertencente à família Conidae.